# 国立病院機構八戸病院
独立行政法人国立病院機構八戸病院（どくりつぎょうせいほうじんこくりつびょういんきこうはちのへびょういん）は、青森県八戸市に設置されている医療機関。独立行政法人国立病院機構が運営する病院である。政策医療分野における重症心身障害の専門医療施設である。旧称は国立八戸病院。

## 沿革
- 1934年9月 - 八戸市立結核療養所として創設する。
- 1947年4月1日 - 厚生省に移管し、国立八戸療養所として発足する。
- 1980年4月 - 国立療養所八戸病院に改称する。
- 2004年4月1日 - 独立行政法人国立病院機構の発足に伴い、同機構八戸病院に移行する。
- 2014年6月30日 - 新病棟が完成する。

## 診療科
- 内科
- 小児科
- リハビリテーション科

## 交通アクセス
バス：「吹上栄町」バス停下車
- 八戸中心街ターミナル（中央通り(3番のりば)）より
  - 八戸市営バス
    - 是川団地線系統（[J40] 中居林経由是川団地行き）

  - 南部バス
    - るるっぷ八戸 右まわり/左まわり

- 八戸ラピアバスターミナルより（すべて本八戸駅・八戸市中心街直通）
  - 南部バス
    - 荒谷線（[J112] 荒谷（島守）行き）
    - 是川支所前経由是川団地線（[J42] 是川団地（支所前）行き）
    - 大野線（[J120] 大野行き）

## 青森県内の他の同機構運営病院
- 国立病院機構弘前病院（弘前市富野町）
- 国立病院機構青森病院（青森市浪岡）